# J'étais Dora Suarez
J'étais Dora Suarez (I Was Dora Suarez) est un roman policier de l'écrivain britannique Robin Cook publié en 1990.

## Résumé
La jeune prostituée Dora Suarez est massacrée avec une rare violence : le meurtrier l'a frappée à coups de hache, puis a bu son sang et éjaculé sur son corps. Son amie âgée de 86 ans a elle aussi été victime du tueur qu'elle a surpris. La même nuit, le tueur abat Felix Roatta, copropriétaire du "Parallel Club". 
Le policier anonyme et humaniste qui mène l'enquête comprend vite que les deux meurtres sont liés. L'autopsie révèle que Suarez était en train de mourir du SIDA, mais le médecin légiste est incapable de déterminer comment elle avait contracté le virus VIH. Une photo fournie par une ancienne hôtesse du club "Parallel"  établit le lien entre Suarez et Roatta, et révèle une exploitation humaine bestiale au sein du club. Les contacts qu'entretient le héros avec la presse et la pègre lui permettent de retrouver le coupable et de faire justice, au bout d'une véritable descente dans la noirceur humaine dont Robin Cook a le secret.

## Commentaire
C'est le quatrième tome de la série Factory (mettant en scène un policier anonyme travaillant dans un commissariat ainsi surnommé au service A14, qui s'occupe des morts jugés peu importantes par ses supérieurs hiérarchiques, mais jamais par lui) après : 
- 1984 : On ne meurt que deux fois (He Died with Open Eyes)
- 1985 : Les mois d'avril sont meurtriers (The Devil's Home on Leave)
- 1986 : Comment vivent les morts (How the Dead Live)

## Éditions françaises
- Rivages, Rivages/Thriller, 1990
- Rivages, Rivages/Noir no 116, 1991
- Payot & Rivages, Perles noires no 3, 2010

## Adaptations
Robin Cook a enregistré certains extraits du roman lors d'une "performance" publique au "National Film Theatre" de Londres en 1994. Il était accompagné d'une musique de James Johnston et Terry Edwards du groupe Gallon Drunk. 
Cet enregistrement existe sous la forme d'un 33 tours, ainsi qu'en bonus sur le DVD du groupe.

## Sources
1. ↑  « Robin Cook - J'étais Dora Suarez », sur polarnoir.fr (consulté le 1er octobre 2023).